# انمیکه فوکه
انمیکه فوکه (انگلیسی: Annemieke Fokke؛ زادهٔ ۴ november ۱۹۶۷ (۵۷ سال)) ورزشکار هاکی روی چمن اهل پادشاهی هلند است.
وی در مسابقات کشوری و بین‌المللی در مجموع برندهٔ ۲ مدال طلا، ۲ مدال برنز شده‌است.